# Nazireo
Nazireo fou una secta religiosa dels temps de Jesús, -el Crist 'Nazireo'- la qual promovia la realització i l'autodescobriment de l'èsser humà mitjançant pràctiques ascetisme, la renúncia a la vida material, la no presa de vi i el fet de no tallar-se mai els cabells. Promovien una societat diferent, contraria al poder establert per Roma.